# Wolfgang Bergold
Wolfgang Bergold (* 19. April 1913 in Dresden; † 14. August 1987 in Ost-Berlin) war ein deutscher Widerstandskämpfer gegen den Nationalsozialismus, SED-Funktionär und Diplomat. Er war Botschafter der DDR in Nordvietnam.

## Leben
Bergold, Sohn eines Lithographen und Porzellanmalers, legte 1932 in Dresden das Abitur ab. Er studierte bis zu seiner Relegation 1933 an der Technischen Hochschule Dresden Volkswirtschaft, Russisch und Chinesisch.
Seit 1930 war er Mitglied des KJVD, 1930 Mitbegründer des Sozialistischen Schülerbundes sowie seit 1932 Mitglied der Freien Sozialistischen Studentenschaft. Zwischen 1933 und 1945 war er mehrfach inhaftiert: So wurde er 1933 zu einem Jahr Gefängnis verurteilt und war von April 1933 bis Juli 1934 im KZ Hohnstein inhaftiert. Nach der Entlassung war er wieder illegal tätig. Bergold wurde im Dezember 1934 erneut verhaftet und im November 1935 wegen „Vorbereitung zum Hochverrat“ zu einem Jahr Gefängnis verurteilt. 1935/36 war er in Dresden und im KZ Sachsenburg inhaftiert. Zwischen 1937 und 1941 arbeitete er als Werkstattschreiber in Dresden. Bergold gehörte zu den Mitorganisatoren der Dresdner Widerstandsgruppe um Karl Stein und Herbert Bochow. Im April 1941 wurde Bergold in Dresden erneut verhaftet und im März 1942 vom „Volksgerichtshof“ zu zehn Jahren Zuchthaus verurteilt, die er – mit Ausnahme seiner Zeit beim Strafbataillon 999 (von Juli bis September 1943) – bis 1945 im Zuchthaus Waldheim verbrachte.
1945 wurde er Mitglied der KPD, 1946 der SED. Von Mai bis September 1945 war er am Aufbau der Gemeindeverwaltung Wilschdorf (Dresden) beteiligt, von September bis November 1945 wirkte er als Deutschlehrer für sowjetische Offiziere bei der Sowjetischen Militäradministration in Dresden. Dann war er als Regierungsrat in der Landesregierung Sachsen tätig (1945/46) und leitete die Abteilung Statistik/Organisation in der Abteilung für Umsiedler. Nach dem Besuch der Kreisparteischule 1947 war er bis 1954 im Sachsenwerk Radeberg beschäftigt, zunächst als technischer Einkäufer, dann als Sekretär des kaufmännischen Direktors und schließlich ab 1948 als Kulturdirektor und Parteisekretär. 1954/1955 war er Instrukteur der SED-Bezirksleitung Dresden, seit 1955 Mitarbeiter und stellvertretender Abteilungsleiter in der Abteilung für Außenpolitik und Internationale Verbindungen beim ZK der SED. Zwischen 1963 und 1968 war Bergold Botschafter in Hanoi.
Ab 1969 war er Sekretär der Zentralen Leitung des Komitees der Antifaschistischen Widerstandskämpfer der DDR und ab 1970 Sekretär der Fédération Internationale des Résistants (FIR). 1982 wurde er Vorsitzender der Finanzkontrollkommission in der Zentralleitung der FIR in Wien.
Wolfgang Bergolds Urne wurde auf dem Zentralfriedhof Berlin-Friedrichsfelde in der Gräberanlage für Opfer des Faschismus und Verfolgte des Naziregimes  beigesetzt.

## Darstellung Bergolds in der bildenden Kunst
- Fritz Schulze: Porträtstudie Wolfgang Bergold (1934, Kohle-Zeichnung, 41 × 31 cm)[3]

## Schriften (Auswahl)
- Die Verschärfung der Klassenwidersprüche in Frankreich. In: Einheit (1962), Heft 5, S. 87–96.
- Vietnam schreitet von Sieg zu Sieg. In: Deutsche Außenpolitik (1965), Heft 11, S. 1314–1321.

## Auszeichnungen
- Banner der Arbeit (1966)
- Vaterländischer Verdienstorden in Silber (1973)
- Vaterländischer Verdienstorden in Gold (1978)
- Ehrenspange zum Vaterländischen Verdienstorden in Gold (1983)